# 德桑帕拉多斯車站

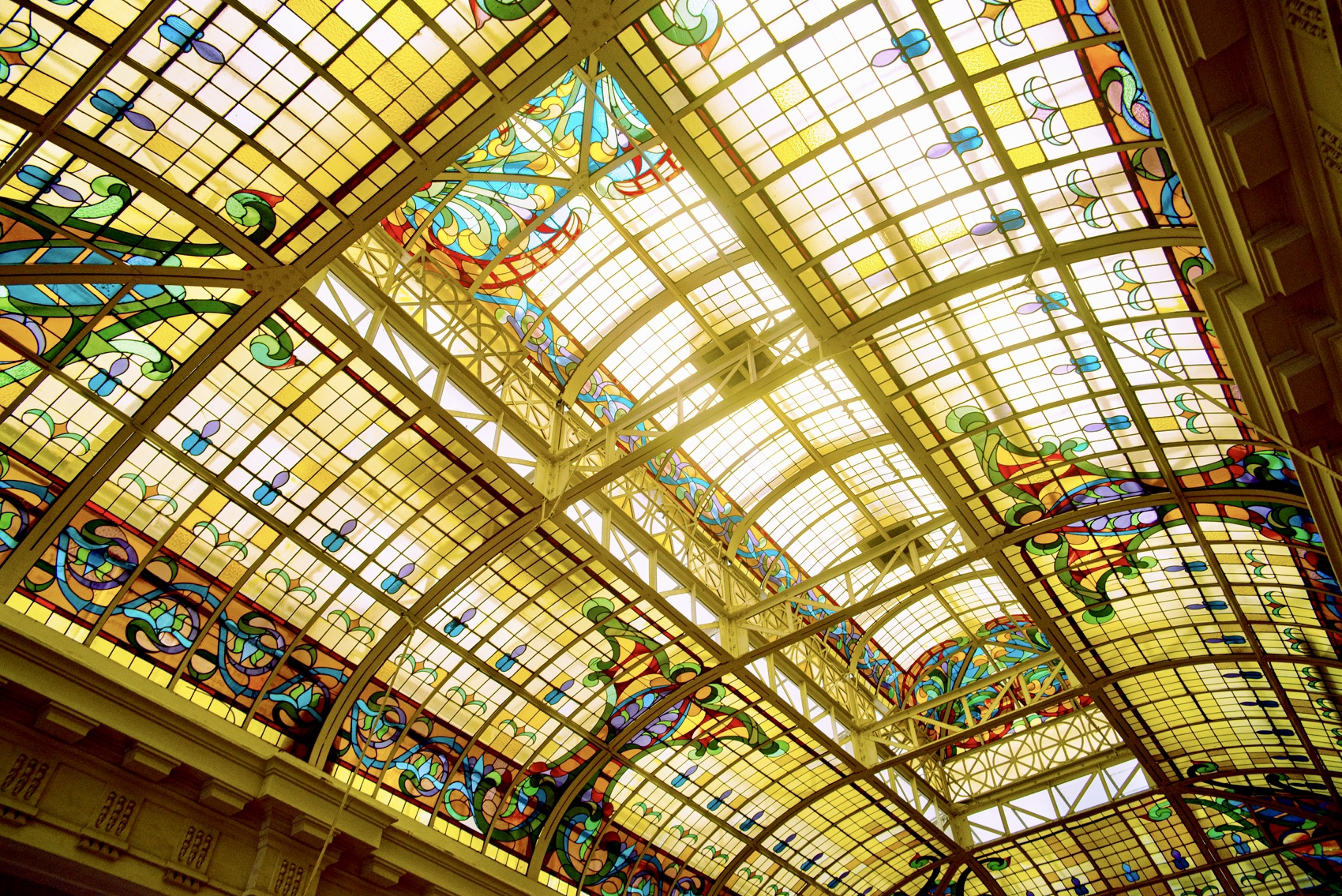
內部的彩色玻璃

德桑帕拉多斯車站（西班牙語：Estación de Desamparados）是秘魯首都利馬的一座鐵路車站，位於里馬茨河的左岸，緊鄰政府宮。
車站完工於1912年，最初被設計為秘鲁中央铁路的主要車站、客運站和中央鐵路的辦公室。主要特色之一是採用新藝術運動風格製作的彩色玻璃天窗。主立面是對稱的，由五個垂直主體組成，由四個古典設計的壁柱隔開。
自2009年10月後，該車站已不再承攬铁路运输业务，內部空間則規劃為秘魯文學之家（西班牙語：La Casa de la Literatura Peruana）於2009年10月20日由時任秘魯總統阿蘭·加西亞·佩雷斯舉行落成典禮。

## 外部連結
- 秘魯文學之家 （页面存档备份，存于） （西班牙語）

12°02′40″S 77°01′43″W / 12.0444°S 77.0286°W